# جایزه بین‌المللی ادبیات نوئستات
جایزه بین‌المللی ادبیات نوئستات (انگلیسی: Neustadt International Prize for Literature) نام یک جایزه ادبی است که هر دو سال یکبار، توسط دانشگاه اکلاهما و مجلهٔ بین‌المللی مشهورش «ادبیات جهان معاصر» اهدا می‌شود و یکی از معتبرترین جوایز ادبی دنیا محسوب می‌شود که آن‌را غالباً با جایزه نوبل ادبیات مقایسه می‌کنند و بدان لقب «نوبل آمریکایی» داده‌اند. بیشتر کسانی که جایزه نوبل ادبیات گرفته‌اند، پیش از دریافت نوبل، برندهٔ «جایزه بین‌المللی ادبیات نوئستات» شده‌اند.